# هيدلي شو
هيدلي شو هو شخصية أعمال كندي، ولد في 1866، وتوفي في 29 نوفمبر 1921.